# Théorème de Perron-Frobenius
Pour les articles homonymes, voir Perron et Théorème de Frobenius.
En algèbre linéaire et en théorie des graphes, le théorème de Perron-Frobenius, démontré par Oskar Perron et Ferdinand Georg Frobenius, est un théorème portant sur la réduction des matrices à coefficients positifs. Il a d'importantes applications en théorie des probabilités (chaînes de Markov), en théorie des systèmes dynamiques, en économie (analyse entrée-sortie), en théorie des graphes, en dynamique des populations (modèle de Leslie) et dans l'aspect mathématique du calcul des PageRanks de Google.

## Théorème de Perron Frobenius pour une matrice positive irréductible
Théorème de Perron-Frobenius — 
Soit {\displaystyle A} une matrice à coefficients positifs de type {\displaystyle n\times n} et irréductible.
- Le rayon spectral {\displaystyle \rho } de {\displaystyle A} est une valeur propre simple de {\displaystyle A}, et le sous-espace propre associé est une droite vectorielle engendrée par un vecteur (colonne) strictement positif.
- Si {\displaystyle s} et {\displaystyle S} sont respectivement le minimum et le maximum des sommes des éléments de chaque ligne de {\displaystyle A}, on a {\displaystyle s\leq \rho \leq S}.
- Si {\displaystyle n\geq 2} alors {\displaystyle \rho >0}.
- Soit {\displaystyle h} le nombre de valeurs propres (complexes) de module {\displaystyle \rho }. Le spectre de {\displaystyle A} dans le plan complexe est invariant par la rotation de centre {\displaystyle O} et d'angle {\displaystyle {\frac {2\pi }{h}}}. En outre, si {\displaystyle h>1}, il existe une matrice de permutation {\displaystyle S} telle que {\displaystyle {}^{t}SAS=S^{-1}AS={\begin{pmatrix}0&A_{1,2}&0&\cdots &0\\0&0&A_{2,3}&\cdots &0\\\vdots \\0&0&0&\cdots &A_{h-1,h}\\A_{h,1}&0&0&\cdots &0\end{pmatrix}}}, où les blocs diagonaux (nuls) sont carrés.

## Applications pratiques
- Ce théorème permet de montrer, sous certaines conditions, qu'une chaîne de Markov ergodique sur un espace d'états fini converge en loi vers son unique mesure invariante[réf. nécessaire].

- Le vecteur de Google utilisé lors du calcul des PageRank de Google est un vecteur de Perron-Frobenius[3].

## Anecdote historique
- Le théorème a été découvert une première fois par le mathématicien jésuite français Maurice Potron qui étudiait un modèle économique très proche des analyses entrée-sortie développées des années plus tard[5].